# Amzabegovo
Amzabegovo (en macédonien Амзабегово) est un village du centre de la Macédoine du Nord, situé dans la municipalité de Sveti Nikolé. Le village comptait 543 habitants en 2002. Il se trouve à proximité de la gare d'Ovtché Polé, située sur la ligne de Vélès à Kotchani.
Un site archéologique du Néolithique découvert à proximité du village a donné son nom à la culture d'Anzabegovo-Vrchnik.

## Démographie
Lors du recensement de 2002, le village comptait :
- Macédoniens : 531
- Valaques : 8
- Serbes : 3
- Autres : 1